# Раджабова, Тахмина Пулоджоновна
Тахмина Пулоджоновна Раджабова (тадж. Раҷабова Таҳмина Пулодҷоновна; род. 29 июня 1982, Душанбе, Таджикской ССР) — таджикская актриса, журналистка и телеведущая.

## Биография
Тахмина Раджабова родилась 29 июня 1982 года в городе Душанбе. Её мать была врачом, а отец экономистом. С 1989 года до 3-го класса училась в средней школе имени Малики Сабировой, одновременно обучалась музыкальному искусству (фортепиано). Когда отец Тахмины был назначен на служебную должность в Москве, их семья переехала туда для временного проживания. Тахмина продолжила учебу в местных школах и два года получала образование на русском языке.
После возвращения семьи в Таджикистан Тахмина окончила среднюю школу в городе Душанбе и поступила в филиал Московского Института национальных и региональных отношений в городе Душанбе. После окончании первого курса Тахмина вышла замуж и не смогла поехать в Москву для продолжения учёбы, вследствие чего была исключена с Института.
Позже Тахмина поступила в Налогово-правовой институт Таджикистана (ныне Финансово-экономический государственный университет), который закончила в 2006 году с отличием по специальности «Юрист».

## Личная жизнь
Тахмина Раджабова в возрасте 18 лет по воле родителей вышла замуж за своего двоюродного брата, но через некоторое время они развелись. От этого брака у неё родился сын Мухаммадджовид. Позже Тахмина вышла замуж и до сих пор состоит в браке.

## Карьера

### Телевидение
В 2006 году Тахмина начала работу в ТВ «Сафина» помощником юриста. Через месяц Насиба Гулямова ознакомилась с результатами работы Тахмины в течение испытательного срока, они были признаны очень хорошими. Учитывая красивую внешность Тахмины, а также отличное владение русским языком, Н. Гулямова предложила ей работать телеведущей русских информационных программ, и предложения было принято Тахминой[4].
Увидев красивую внешность Тахмины в ТВ программах, режиссёры предложили ей играть роли в фильмах[5].

### Кино
Первый раз Тахмина сыграла незначительную роль помощника следователя в фильме Юнуса Юсупова «Желание жить» (тадж. «Зистан мехоҳам»), в дальнейшем получила второстепенную роль в фильме «Последняя надежда» (тадж. «Умеди охирин») Саида Кодири. Тахмина Раджабова успешно прошла испытания в этом направлении и через некоторое время получила приглашение на исполнении главной роли в фильме «Каменное пересечение» (тадж. «Убури сангин») режиссёра Саиджона Кодири от киностудии «Таджикфильм», с которой хорошо справилась.
В 2008 году на кинофестивале «Дидор» фильм «Последняя надежда» был удостоен премии, после чего некоторые зарубежные кинематографы заявили о своей заинтересованности в сотрудничестве с Тахминой. Так, режиссёр из Болгарии Асад Сикандар, высоко оценив талант Тахмины в исполнении главной роли, предложил ей одну из важных ролей в совместном с Болливудскими коллегами фильме «Мадраса» (ныне «Refugee», «Муҳоҷир») в Афганистане. В этом фильме Тахмина исполнила роль матери семьи.
В 2011 году Тахмина была приглашена сыграть роль третьей жены в фильме «A man’s desire for the fifth wife» (рус. «Мужчина в мечтах о пятой жене», тадж. «Марде дар орзуи зани панҷум») канадского режиссёра Сиддика Обиди, который был снят в провинциях Фараб и Балх Афганистана. Тахмина очень хорошо сыграла свою роль и была удостоена премии International Film Festival of India.
Тахмина Раджабова дебютировала в качестве режиссера и сняла свой первый 28-минутный фильм «Обмани себя».

### Гуманитарная деятельность
В 2012 году представительство Международной Федерации Красного Креста и Красного Полумесяца в Таджикистане предложили Тахмине Раджабовой стать Послом доброй воли этих организаций в Таджикистане. Была проведена месячная кампания, в ходе которой Т. Раджабова декларировала гуманитарные ценности и деятельность Общества Красного Полумесяца Таджикистана. Впоследствии она вспоминала:

Было очень радостно и приятно дарить деткам в детдомах всё необходимое для их жизни. Хоть и наше правительство оказывает постоянную поддержку детдомам и домам престарелых, но всё же баловать их вкусностями, игрушками, подарками, давать им надежду на хорошее и светлое будущее было приятно. Я и раньше ходила навещать детей-сирот в детдома и сейчас большинство из этих детей знакомы со мной и называют меня «ападжон», то есть «сестра».

## Фильмография
| Год  |    | Русское название               | Оригинальное название           | Роль               |
| ---- | -- | ------------------------------ | ------------------------------- | ------------------ |
| 2007 | ф  | Желание жить                   | Зистан мехоҳам                  | помощник прокурора |
| 2008 | ф  | Один день весны                | Як рӯзи баҳор                   | Тахмина            |
| 2008 | ф  | Последняя надежда              | Умеди охирин                    | Гуландом           |
| 2008 | ф  | Вид                            | Симо                            | Махина             |
| 2008 | ф  | Мадраса                        | Мадраса                         | Рахила             |
| 2009 | тф | Барашек и мечты                | Барачаи хаёлӣ                   | Врач               |
| 2010 | ф  | Каменное пересечение           | Убури сангин                    | Нигина             |
| 2010 | с  | Зря мучаешь меня 5-6 части     | Беҳуда хорам мекунӣ (қисми 5-6) |                    |
| 2011 | ф  | Кровавый замысел               | Шаби хунин                      | Махина             |
| 2011 | ф  | Берег                          | Соҳил                           | Нафиса             |
| 2011 | ф  | В погоне за сказкой            | Думболи афсона                  | Малика             |
| 2012 | ф  | Мужчина мечтающий о пятой жене | Марде дар орзуи зани панҷум     | третья жена        |
| 2012 | ф  | Месть                          | Қасос                           | Замира             |
| 2012 | ф  | Журналист                      | Журналист                       | Нигора             |
| 2013 | ф  | Договор                        | Паймон                          | Малика             |
| 2013 | ф  | Спящие сокровища               | Асрори хуфта                    | Мунира             |
| 2014 | ф  | 12 лет ожидания                | 12 соли интизорӣ                | Фаришта            |
| 2014 | ф  | Плохое поведение               | Феъли бад                       | Парвина            |
| 2015 | ф  | Следователь                    | Муфаттиш                        | Нигора             |
| 2016 | тф | Пожертвование                  | Некӣ (филми кӯтоҳ)              | Ситора             |
| 2018 | ф  | Планета меняет цвет            | Сайёра ранг иваз мекунад        | Сайёра             |
| 2018 | ф  | Эдельвейс                      | Эделвейс                        | Эрика              |
| 2024 | ф  | Жизнь прекрасна                | Зиндагӣ зебост                  |                    |
| 2025 | с  | Столица 7                      | پایتخت ۷                        | Чаман              |

## Награды и премии
- Отличник печати Таджикистана (2013)
- Отличник культуры Таджикистана (2013)
- 44-й Индийский международный кинофестиваль (IFFI) — за роль в фильме «Мужчина в мечтах о пятой жене»2013 — 44-й Индийский международный кинофестиваль (IFFI) — за роль в фильме «Мужчина в мечтах о пятой жене»[3][4]